# Marcellin Boule
Marcellin Boule (Cantal, França, 1 de gener de 1861 — Cantal, França, 4 de juliol de 1942), fou un paleontòleg francès.
Estudià i publicà la primera anàlisi d'un Homo neanderthalensis complet. El fòssil descobert en La Chapelle-aux-Saints era d'un homínid d'avançada edat i Boule el caracteritzà com un ésser bípede bestial, de genolls corbats i no ert completament. En una il·lustració que realitzà, el neandertal semblava un goril·la pelut amb els dits dels peus oposadament encarats. Això es deu al fet que l'esquelet que examinà patia artritis. Com a conseqüència, els neandertals foren vistos com a criatures primitives en les següents dècades.
Boule també ajudà a resoldre l'engany científic conegut com l'"Home de Piltdown". El 1915, Boule feu públic que la mandíbula pertanyia a un mico, en comptes d'un ancestre humà.